# 立陶宛能源部
立陶宛共和國能源部是立陶宛政府的一個部門，負責執行燃料、電力、熱能生產與供應等政務。這些政務都受《立陶宛憲法》、總統與總理公布的法令、國會通過的法律授權、施行。現任立陶宛能源部長為代紐斯·克雷維斯。

## 歷任部長
祖國聯盟－立陶宛基督教民主黨
  無黨籍
| 能源部長                                                          | 能源部長                             | 能源部長                     | 能源部長                        | 能源部長       | 能源部長       | 能源部長 |
| 次序                                                              | 姓名                                 | 政黨                         | 內閣                            | 任期           | 任期           | 任期     |
| 次序                                                              | 姓名                                 | 政黨                         | 內閣                            | 上任日期       | 卸任日期       | 任期天數 |
| ----------------------------------------------------------------- | ------------------------------------ | ---------------------------- | ------------------------------- | -------------- | -------------- | -------- |
| 1                                                                 | 萊昂納斯·阿什曼塔斯 （1939年生）     | 無黨籍                       | 卡濟梅拉·布倫斯基恩內閣         | 1990年1月17日  | 1991年1月10日  | 358天    |
| 2                                                                 | 萊昂納斯·阿什曼塔斯 （1939年生）     | 無黨籍                       | 阿爾貝塔斯·希梅納斯內閣         | 1991年1月10日  | 1991年1月13日  | 3天      |
| 3                                                                 | 萊昂納斯·阿什曼塔斯 （1939年生）     | 無黨籍                       | 第一次格季米納斯·瓦格諾柳斯內閣 | 1991年1月13日  | 1992年7月21日  | 555天    |
| 4                                                                 | 萊昂納斯·阿什曼塔斯 （1939年生）     | 無黨籍                       | 亞歷山德拉斯·阿比沙拉內閣       | 1992年7月21日  | 1992年12月17日 | 149天    |
| 5                                                                 | 萊昂納斯·阿什曼塔斯 （1939年生）     | 無黨籍                       | 布羅尼斯洛瓦斯·盧比斯內閣       | 1992年12月17日 | 1993年3月31日  | 104天    |
| 6                                                                 | 萊昂納斯·阿什曼塔斯 （1944年生）     | 無黨籍                       | 阿道法斯·什萊扎維丘斯內閣       | 1993年3月31日  | 1995年5月15日  | 775天    |
| 7                                                                 | 阿爾維達斯·萊什琴斯卡斯 （1946年生） | 無黨籍                       | 阿道法斯·什萊扎維丘斯內閣       | 1995年5月15日  | 1996年3月19日  | 309天    |
| 8                                                                 | 索利烏斯·庫塔斯 （1935年生）         | 無黨籍                       | 勞里納斯·斯坦科維丘斯內閣       | 1996年3月19日  | 1996年12月10日 | 266天    |
| 立陶宛能源部於1996年12月10日至2008年12月9日間，與立陶宛經濟部合併 |                                      |                              |                                 |                |                |          |
| 能源部長                                                          |                                      |                              |                                 |                |                |          |
| 次序                                                              | 姓名                                 | 政黨                         | 內閣                            | 任期           | 任期           | 任期     |
| 次序                                                              | 姓名                                 | 政黨                         | 內閣                            | 上任日期       | 卸任日期       | 任期天數 |
| 9                                                                 | 阿爾維達斯·謝克莫卡斯 （1967年生）   | 無黨籍                       | 第二次安德留斯·庫比柳斯內閣     | 2008年12月9日  | 2012年12月13日 | 1465天   |
| 10                                                                | 雅羅斯拉夫·涅諾維奇 （1976年生）     | 無黨籍                       | 阿爾吉爾達斯·布特凱維丘斯內閣   | 2012年12月13日 | 2014年8月25日  | 620天    |
| 11                                                                | 羅卡斯·馬休利斯 （1969年生）         | 無黨籍                       | 阿爾吉爾達斯·布特凱維丘斯內閣   | 2014年9月25日  | 2016年12月13日 | 810天    |
| 12                                                                | 日吉曼塔斯·瓦伊丘納斯 （1975年生）   | 無黨籍                       | 薩烏留斯·思科威爾內里內閣       | 2016年12月13日 | 2020年12月11日 | 1459天   |
| 13                                                                | 代紐斯·克雷維斯 （1970年生）         | 祖國聯盟－立陶宛基督教民主黨 | 因格麗達·希莫尼特內閣           | 2020年12月11日 | 現任           | 1559天   |

## 外部連結
- 官方网站 （立陶宛文）（英文）